# Wydad Casablanca
Wydad Athletic Club (WAC) (arab. ‏نادي الوداد الرياضي‎) – marokański klub sportowy, mający siedzibę w mieście Casablanca, największym mieście kraju. Zespół piłkarski gra obecnie w pierwszej lidze.

## Historia
Klub powstał 8 maja 1937 roku jako Wydad Athletic Club. Jako pierwsza została utworzona sekcja pływacka. Do pierwszego komitetu zarządzającego klubem należeli Haj Mohamed Benjelloun (prezes), Maitre Mohamed Zarouk, Mohamed Ben Lahsan, Haj Mohamed Ben Mohamed Ben Lahsan Benjelloun, Ralph Botbol oraz Charles Benchetrit.
Kolejne sekcje sportowe zostały utworzone w następnych latach. W 1938 roku powstała sekcja tenisowa, a w 1939 piłkarska, a obecnie istnieją m.in. sekcja koszykówki, piłki ręcznej, boksu, zapasów, kolarstwa, badmintona, waterpolo czy lekkiej atletyki.
Swój pierwszy sukces zespół piłkarski Wydadu osiągnął w 1947 roku, kiedy wywalczył mistrzostwo Maroka, gdy kraj ten był jeszcze protektoratem Francji. Ogółem 16-krotnie zdobywał tytuł mistrzowski i 9-krotnie wywalczył Puchar Maroka. W 1992 roku dotarł do finału Pucharu Mistrzów Afryki i wygrał dwumecz z sudańskim Al-Hilal Omdurman (2:0, 0:0). W 2002 roku został zdobywcą Pucharu Zdobywców Pucharów.

## Sukcesy
- 1. liga (21)[1][2]
  - mistrzostwo: 1948, 1949, 1950, 1951, 1955, 1957, 1966, 1969, 1976, 1977, 1978, 1986, 1990, 1991, 1993, 2006, 2010, 2015, 2017, 2019, 2021
  - wicemistrzostwo: 1958, 1959, 1972, 1980, 1982, 1994, 1997, 2000, 2002, 2016, 2018, 2020
- Puchar Maroka (9)
  - zwycięstwo: 1970, 1978, 1979, 1981, 1989, 1994, 1997, 1998, 2001
  - finalista: 1957, 1958, 1961, 1964, 2003, 2004
- Afrykański Puchar Mistrzów (3)
  - zwycięstwo: 1992, 2017, 2021/22
- Puchar Zdobywców Pucharów Afryki (1)
  - zwycięstwo: 2002
- Puchar CAF
  - finalista: 1999
- Arabska Liga Mistrzów (1)
  - zwycięstwo: 1989
- Arabski Puchar Zdobywców Pucharów
  - zwycięstwo: 1995
- Superpuchar Afryki
  - zwycięstwo: 2018
  - finalista: 1992, 2002
- Puchar Afro-Azjatycki (1)
  - zwycięstwo: 1994

## Skład na sezon 2007/2008

### Bramkarze
- 1.  Nadir Lamyaghri
- 12.  Karim Fegrouche
- 22.  Hakim Mouzaki
- 37.  Mohamed El Baz

### Obrońcy
- 4.  Zakaria Aoudane
- 5.  Issam Adoua
- 6.  Mustapha Talha
- 7.  Mourad Fellah
- 15.  Hicham Louissi
- 25.  Abdelilah Mansour
- 27.  Said Zaidi
- 30.  Khalid Sekkat
- 32.  Khalid Oumansour

### Pomocnicy
- 8.  Ahmed Talbi
- 10.  Redallah Doulyazal
- 16.  Boubakar Koulibaly
- 18.  Ayoub Skouma
- 21.  Abdessamad Rafik
- 24.  Younes Menkari
- 29.  Faouzi Brazi

### Napastnicy
- 9.  Hicham Jouaya
- 11.  Abderrahim Saidi
- 14.  Mustapha Bidoudane
- 17.  Hamza Yacef
- 23.  Abderazzak Sakim
- 28.  Hakim Ajraoui